# Powder Snow 〜永遠に終わらない冬〜
「Powder Snow 〜永遠に終わらない冬〜」（パウダー・スノウ えいえんにおわらないふゆ）は、三代目 J Soul Brothersの通算8枚目のシングルである。2012年11月14日にrhythm zoneから発売された。

## 概要
- 3枚目のオリジナル・アルバム『MIRACLE』からの先行シングル。「CD+DVD」と「CDのみ」の2形態での発売。それぞれ全2曲4トラックを収録。
- 初回盤のみ蜷川実花によるメンバープレミアムショット収録、オリジナルブックレット付き。また、前作に続きジャケット写真・ミュージック・ビデオも蜷川が担当[4]。
- 表題曲をテレビで披露したのは、2012年11月12日放送のTBS『EX-LOUNGE』のみ[5]。

## 収録曲

### CD
1. Powder Snow 〜永遠に終わらない冬〜 [5:36]
作詞：小竹正人、作曲：Daisuke Kahara, SHIKATA、編曲：Daisuke Kahara
  - テレビ朝日系『お願い!ランキング』2012年11月度エンディングテーマソング。
  - ABCマート「stefanorossi」CMソング。
2. FLAP YOUR WINGS [3:20]
作詞：ArikA、作曲：BACHLOGIC, FAST LANE, JOVEEK MURPHY
  - ABCマート「VANS BOOTS SNEAKER」CMソング[6]。
3. Powder Snow 〜永遠に終わらない冬〜（Instrumental)
4. FLAP YOUR WINGS（Instrumental）

### DVD
1. Powder Snow 〜永遠に終わらない冬〜（Music Video）

## 収録アルバム
| 収録アルバム            | 楽曲                               | 曲順 |
| ----------------------- | ---------------------------------- | ---- |
| MIRACLE                 | FLAP YOUR WINGS                    | 2    |
| MIRACLE                 | Powder Snow 〜永遠に終わらない冬〜 | 9    |
| THE BEST                | Powder Snow 〜永遠に終わらない冬〜 | 11   |
| THE JSB WORLD (DISC-1)  | Powder Snow 〜永遠に終わらない冬〜 | 14   |
| THE JSB WORLD (DISC-1)  | FLAP YOUR WINGS                    | 15   |
| BEST BROTHERS (DISC-01) | Powder Snow 〜永遠に終わらない冬〜 | 5    |